# Multivigenza
La multivigenza è la caratteristica di un sistema di consultazione delle leggi che permette di ricercare una legge e visualizzarne il testo nella formulazione valida alla data scelta dall'utente per la ricerca.
Quindi sono possibili tre scenari di ricerca :
- legge originale: testo di una legge così come era scritta al momento della sua prima pubblicazione
- legge modificata: testo di una legge con le modifiche apportate dal momento della prima pubblicazione fino ad una certa data indicata dall'utente
- legge vigente: testo di una legge con le modifiche fino allo stato attuale, e quindi nella sua attuale formulazione.